# Спорт в Японии
Самыми популярными видами спорта в Японии являются бейсбол, футбол, а также другие игры с мячом. Некоторые виды боевого искусства, такие как дзюдо, кэндо и карате также собирает большое количество зрителей. Сумо не является официальным спортом в Японии, но профессиональная ассоциация сумо утверждает, что это национальный вид спорта.

## История

### До периода Эдо

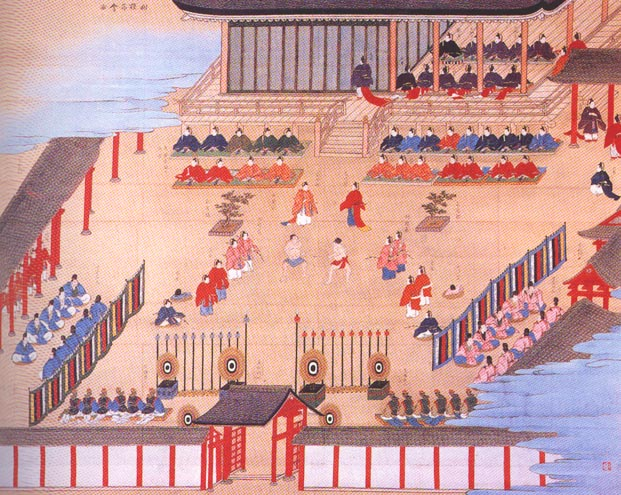
Изображение соревнования сумо в древности, период Хэйан или Камакура

Состязания в борьбе сумо — важный вид традиционного японского спорта — были как религиозным событием, так и спортивным. Многие из ритуалов сумо похожи на синтоистские. Полагается, что некоторые из древних соревнований сумо были религиозным событием с предопределенным результатом, как подношение ками. Некоторые состязания служили предсказаниями. Например, если в состязании участвовали рыбак и фермер и выигрывал рыбак, следующий год сулил выгоды и доход.
В период Камакура начали складываться многие системы единоборств. Кудо стал известен как «кюдзюцу», буквально «навык поклона», это стало хорошим времяпровождением для самурая. Ябусама тоже стартовал как спорт в это время, но теперь считается священной церемонией.
Охота также стала популярным времяпрепровождением, широко использовались собаки. Охоту также называли «Иноимоно», буквально «преследование собаки».

### Наше время

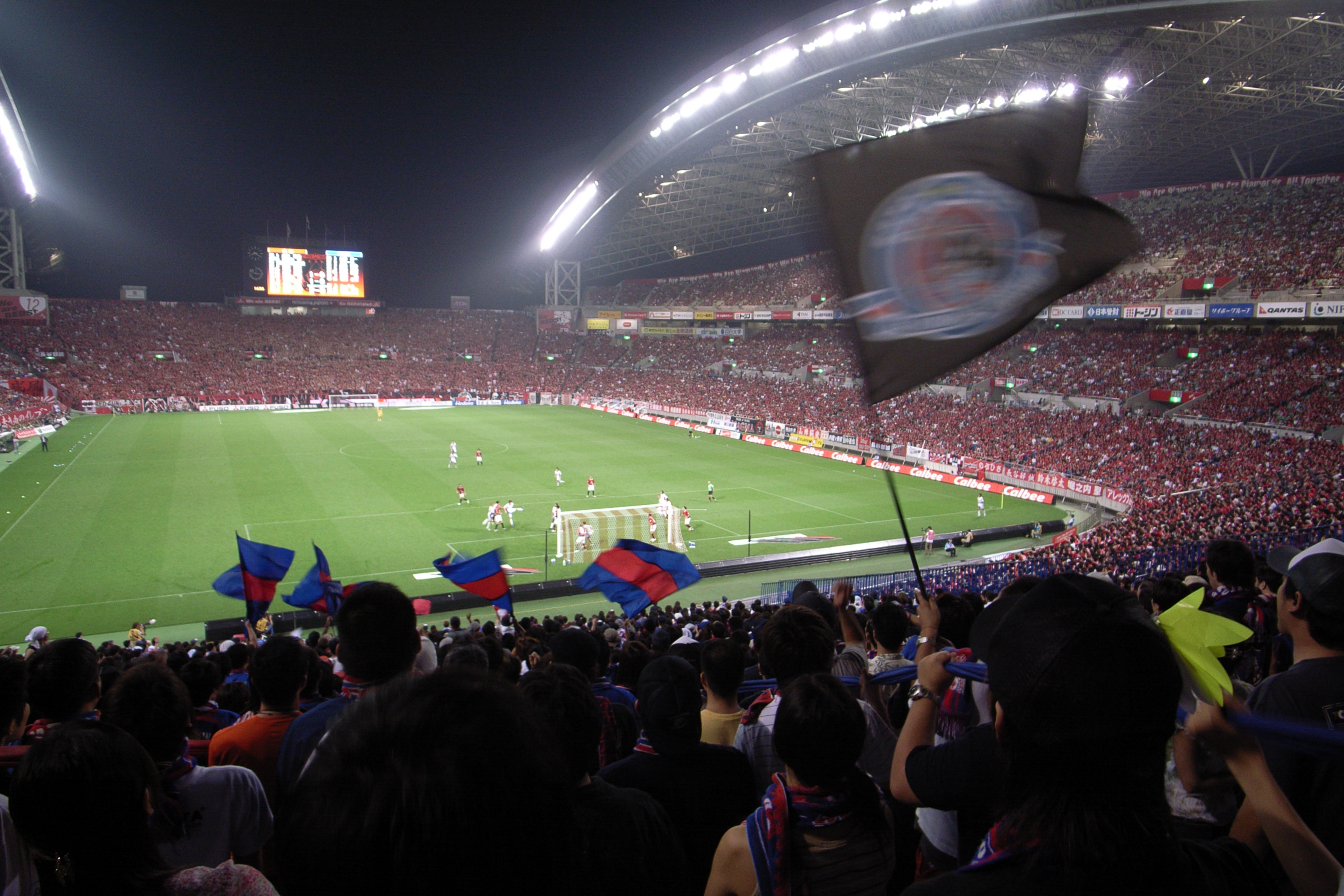
Профессиональный футбол на стадионе Сайтама в 2006

Самый популярный вид спорта — бейсбол, по нему проводятся соревнования среди взрослых и школьников. Постепенно растёт популярность футбола.
| Популярные виды спорта | 2005   | 2007   |
| ---------------------- | ------ | ------ |
| Бейсбол                | 51,7 % | 51,1 % |
| Футбол                 | 22,8 % | 22,8 % |
| Сумо                   | 17,1 % | 18,3 % |
| Гольф                  | 16,9 % | 14,4 % |
| Бокс                   | 7,8 %  | 9,3 %  |
| Мотогонки              | 6,2 %  | 8,1 %  |
| Пуроресу (реслинг)     | 4,2 %  | 6,0 %  |
| Другое                 | 8,0 %  | 4,5 %  |
| Никакой                | 24,4 % | 22,2 % |

## Оригинальные виды спорта
- Экиден — эстафета на марафонской дистанции;
- Кейрин — велотрековая гонка с лидирующим мотоциклом;
- Гейтбол — разновидность крокета;
- Софт-теннис — разновидность тенниса;
- Японский кикбоксинг (К-1) — основан на тайском боксе, с другой системой подсчёта очков и без ударов локтями;
- Rubber Baseball;
- Фукия — разновидность дартса, стрельба ведётся из духового ружья;
- Спочан — фехтование на различных видах холодного оружия;
- Бо-таоси — командная игра, целью является защитить свой шест и наклонить шест противника.